# Burg Moritzstein
Die Burg Moritzstein, früher Ysenburg-Birsteiner Hof, ist eine zum Teil erhaltene Burg (Reste des ehemaligen Schlosses Moritzstein) im Stadtteil Wenings der Kleinstadt Gedern im Wetteraukreis in Hessen.

## Geschichte
Die Burg Moritzstein war früher Hauptteil der ysenburgischen Festungsstadt und über Jahrhunderte die Sommerresidenz der Grafen von Isenburg-Birstein. Sie wurde im 18. Jahrhundert von Graf Moritz von Ysenburg und Birstein erbaut.
Es wurde damals über die gesamte  Länge der heutigen Amthofstraße errichtet und als Schloss Moritzstein bezeichnet. 1811 wurde das zum Teil verfallene Schloss an mehrere Bauernfamilien verkauft. Die Bauten wurden abgerissen und an deren Stelle neue Hofreiten errichtet. Der Wappenstein des ehemaligen Hauptportals des Schlosses ist noch erhalten und in der Kellermauer des Hauses Böck eingemauert. Erhalten blieb nur das Burgmannenhaus, das man heute kurz den „Moritzstein“ oder „Burg Moritzstein“ nennt. Von der eigentlichen Burg ist nur noch das Torhaus und eine Mauer (integriert in ein Stallgebäude) vorhanden.

## Heutige Nutzung
Der Wappensaal des Gebäudes dient heute dem Ortsbeirat als Sitzungssaal und wird für kulturelle Veranstaltungen genutzt. Das Erdgeschoss beheimatet das Weningser Heimatmuseum mit überwiegend historischen bäuerlichen Arbeits- und Gebrauchsgegenständen.

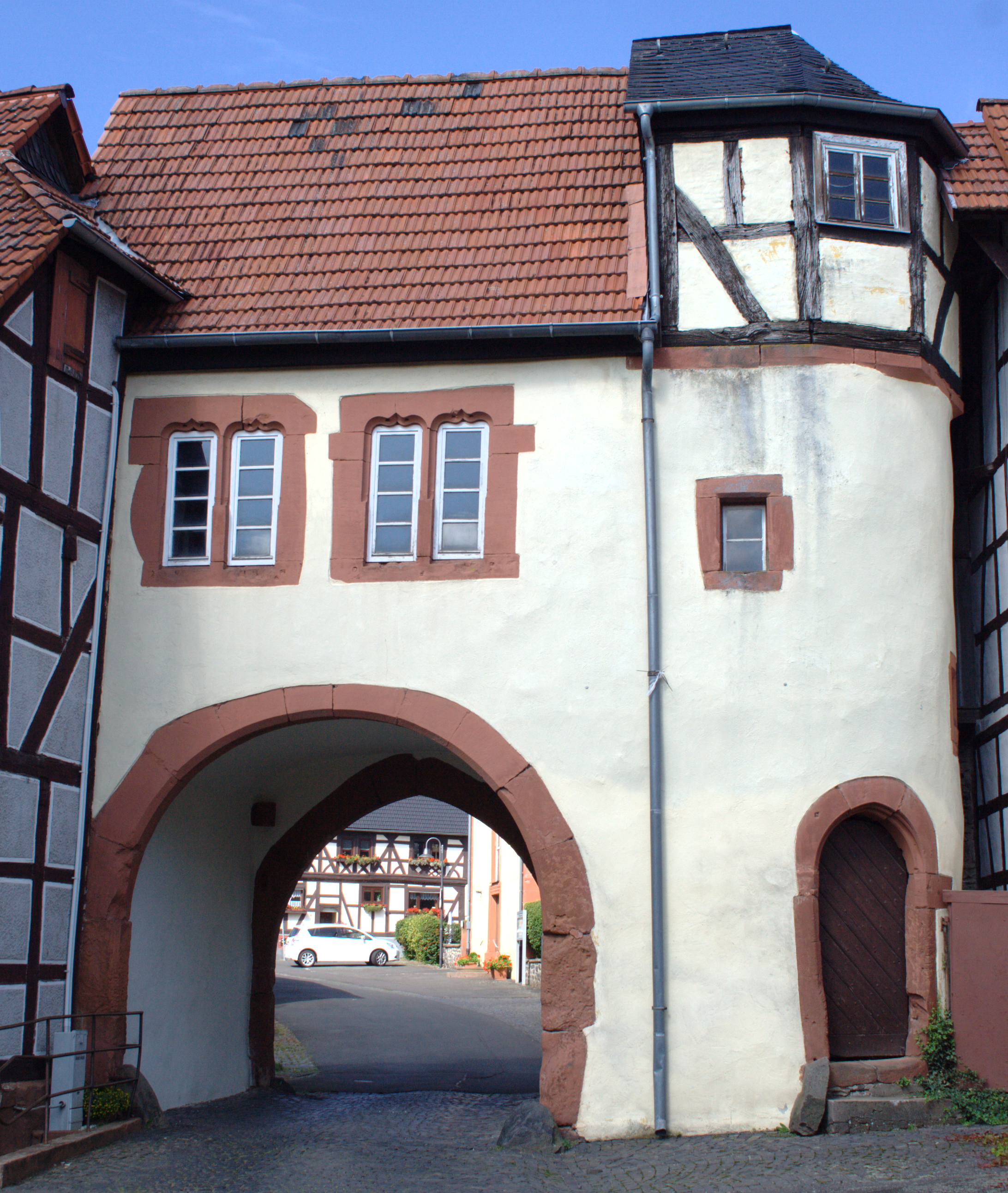
Torhaus